# Hermann Göring
Hermann Wilhelm Göring (Rosenheim, 12 gennaio 1893 – Norimberga, 15 ottobre 1946) è stato un politico, generale e criminale di guerra tedesco.
Abile pilota da caccia delle forze aeree tedesche durante la prima guerra mondiale, nel dopoguerra entrò nel Partito nazista, diventando rapidamente il principale luogotenente di Adolf Hitler. Dotato di grande energia e determinazione, fu accanto a Hitler con una responsabilità spesso decisiva in tutte le fasi iniziali del nazismo fino alla presa del potere e alla costituzione del Terzo Reich.
Göring accumulò un gran numero di titoli, cariche, riconoscimenti e beni materiali, seguendo uno stile di vita stravagante e dissoluto. Svolse una importantissima attività politica all'interno del Reich, dirigendo, con il titolo supremo di Maresciallo del Reich, la creazione della Luftwaffe, la costituzione della polizia segreta, le attività repressive e il sistema concentrazionario e di sterminio.
Con l'inizio della seconda guerra mondiale, pur mantenendo il ruolo e il titolo di "numero due" del regime, Göring perse progressivamente potere e credibilità di fronte a Hitler, a causa soprattutto delle voci riguardanti la sua possibile ascesa a Führer e della crescente paura di Hitler che questo potesse accadere, nonché a causa delle sconfitte della Luftwaffe, non in grado di impedire la distruzione delle città tedesche né di ostacolare la crescente superiorità aerea del nemico.
Si ritirò allora nella sua residenza di Carinhall, da lui fatta costruire in onore della prima moglie, abbandonandosi ad eccessi di vario genere che ne destabilizzarono la salute sia fisica sia mentale. Nel 1945, dopo un fallimentare tentativo di succedere a Hitler e intavolare trattative con i nemici occidentali, venne arrestato dalle SS; una volta rilasciato (dopo la morte di Hitler), si consegnò agli Alleati per poi essere condannato a morte nel processo di Norimberga. Si suicidò alla vigilia dell'esecuzione.
Personalità complessa e contraddittoria, dall'intelligenza superiore alla media, Göring dimostrò con le sue azioni una brutale carica di violenza e condivise sostanzialmente, con un ruolo direttivo, tutti i crimini del nazismo.

## Biografia
Nato da un'agiata famiglia di tradizioni militari (figlio del politico e diplomatico tedesco Ernst Heinrich Göring), Göring visse in affidamento fino all'età di tre anni. Nel 1913 venne ammesso alla scuola ufficiali.

### Nella prima guerra mondiale
Sottotenente di fanteria nel 1914, passò nel 1915 - a guerra in corso - alla neonata Luftstreitkräfte, l'aeronautica militare dell'impero tedesco. Divenne ben presto uno dei più popolari assi dell'aviazione, entrando a far parte della celebre squadriglia da caccia di Manfred von Richthofen (il leggendario Barone Rosso), la Jagdstaffel 11 (Jasta 11), che poi, insieme alle Jasta 4, 6 e 10, entrò a far parte della formazione d'élite Jagdgeschwader 1, nota anche come "circo volante". Alla morte del Barone Rosso, nel 1918, e allorché anche il successore di questi, Wilhelm Reinhard, perse la vita qualche mese dopo, Göring - già con ventidue vittorie all'attivo nei duelli aerei che impazzavano all'epoca - subentrò al comando della squadra, di cui fu l'ultimo comandante. Pluridecorato, fu tra l'altro insignito della medaglia al valore Pour le Mérite, massima decorazione militare tedesca. Göring aveva già ottenuto nel 1915 la Croce di Ferro di seconda e prima classe.
Alla fine della guerra s'impiegò come pilota dell'aviazione civile prima in Danimarca e poi in Svezia. In un'occasione portò il conte Eric von Rosen nella sua tenuta situata nei pressi di Stoccolma e si trattenne presso di lui in qualità di ospite per un breve periodo: ebbe così modo di conoscere la sorella della moglie di questi, la baronessa Carin von Kantzow (21 ottobre 1888 - 17 ottobre 1931), una delle donne più belle di Svezia. Benché la baronessa fosse gravemente ammalata di epilessia, già sposata e madre di un adolescente, si adoperò per ottenere l'annullamento del matrimonio e sposò il giovane pilota. Poco tempo dopo Göring assieme alla moglie si stabilì a Monaco di Baviera per studiarvi economia all'università.

### Il putsch di Monaco
Nel 1921 l'ex asso dell'aviazione conobbe Hitler: immediata fu l'intesa tra i due. Da una parte la fede in un "mondo nuovo" da edificare, dall'altra la sete di potere, l'entusiasmo, la ricchezza e le relazioni di alto livello. Proprio Göring fu il primo membro con contatti nell'alta società ad aderire allo NSDAP, introducendo Hitler - il caporale austriaco ed ex-vagabondo viennese - nell'alta società di Monaco. Da principio egli si dedicò all'organizzazione delle Sturmabteilung (SA), il braccio armato del Partito nazista, collaborando con Ernst Röhm. Nominato da Hitler nel 1922 capo delle SA, Göring partecipò nel 1923 al fallito putsch della birreria di Monaco e riuscì a sfuggire alla cattura e al processo per alto tradimento. Dapprima rifugiatosi a Innsbruck, nei successivi quattro anni Göring visse in esilio, spostandosi in vari paesi, tra cui l'Austria, l'Italia e la Svezia. Poiché durante il putsch era rimasto ferito all'inguine, gli venne somministrata a scopo terapeutico la morfina, dalla quale rimase dipendente fino al termine del secondo conflitto mondiale, assumendola però in una forma meno potente, la paracodeina. Nel frattempo, le autorità di Monaco lo misero nella lista dei ricercati.

### I nazisti verso il potere
Amnistiato nel 1927, Göring si affrettò a tornare in Germania con la moglie Carin, da tempo malata di tubercolosi.
Nel 1928 venne eletto deputato per il NSDAP al Reichstag e riconfermato nel 1930. Nel 1931 sua moglie morì, lasciandolo vedovo. Quello stesso anno fu inviato in missione in Vaticano, dove incontrò papa Pio XI.
Nel luglio 1932, quando il Partito Nazista era divenuto il più grande movimento politico del parlamento tedesco, Göring fu eletto presidente del Reichstag e dall'alto di quella carica appoggiò la corsa di Hitler alla carica di cancelliere. Con la nomina di quest'ultimo a cancelliere e la salita dei nazisti al potere il 30 gennaio 1933, non entrò nel primo governo Hitler, venendo nominato commissario del Reich per l'aviazione e mantenendo, fino al 1945, la carica di presidente del parlamento.
Subito dopo, Göring prese a pretesto l'incendio del Reichstag, avvenuto il 27 febbraio 1933, per adottare eccezionali misure repressive contro la sinistra, accusata di complottare contro il governo del Reich per instaurare una dittatura comunista, e così il decreto dei pieni poteri fu approvato dal parlamento il 24 marzo 1933. In questo modo riuscì a stroncare ogni seria opposizione allo NSDAP.

### Nel regime nazista
Göring, già divenuto ministro degli Interni di Prussia dopo il colpo di stato guidato da Franz von Papen, sciolse il vecchio reparto IA della polizia politica prussiana per istituire, il 26 aprile 1933, ormai nuovo primo ministro di Prussia, un nuovo corpo di polizia che meglio servisse agli scopi suoi e del partito. Göring avrebbe voluto designarlo semplicemente "Dipartimento di polizia segreta" - in tedesco, Geheimes Polizei Amt - ma la sigla tedesca GPA rassomigliava troppo alla sigla russa GPU. Fu un oscuro impiegato statale, a cui era stato chiesto un timbro di affrancatura per il nuovo ufficio, a trovare la soluzione del problema: questi propose di chiamarla semplicemente "Polizia segreta dello stato" - Geheime Staatspolizei - abbreviato in Gestapo.
L'anno successivo, il 1º aprile 1934, Göring nominò Heinrich Himmler vice capo della Gestapo: con questo atto egli pose fine all'indipendenza della giustizia dal governo dello Stato, perché in breve tempo la polizia segreta passò sotto il controllo di Himmler e del suo braccio destro, Reinhard Heydrich, divenendo nei fatti un braccio dell'organizzazione delle SS. Nella lotta tra le due ali dello NSDAP, Göring – che, come si ricorderà, aveva ampiamente collaborato con Ernst Röhm all'organizzazione delle squadre d'assalto - in un primo momento fiancheggiò la causa delle SA e dei radicali del partito contro i conservatori e le forze armate. Ma cambiò fronte in fretta, allorché nell'agosto 1933 venne nominato dal presidente Paul von Hindenburg General der Infanterie (Generale di fanteria), benché fosse da giugno ministro dell'Aviazione.
Göring fu lieto di cambiare la propria brutta divisa bruna delle SA con quella, ben più vistosa, della sua nuova carica e questo cambiamento fu simbolico: come generale, proveniente da una famiglia di tradizioni militari, egli subito fiancheggiò l'esercito nella lotta contro Röhm e le SA. Göring stesso ebbe poi un ruolo di primo piano nell'eccidio delle SA di Röhm, compiuta tra il 29 e il 30 giugno 1934 ("Notte dei lunghi coltelli"), che diresse in prima persona nel Nord. Quella stessa notte inoltre ordinò personalmente anche la morte di Gregor Strasser. Pare che sia stato proprio Göring a proporre l'idea di istituire campi di concentramento in cui fossero rinchiusi coloro che venissero considerati "pericolosi" per la Germania nazionalsocialista e a sollecitare la costruzione di uno dei primi lager a Oranienburg.
L'11 marzo 1935 fondò la Luftwaffe, l'aviazione da guerra, di cui venne nominato comandante in capo; nello stesso anno si risposò con l'attrice Emmy Sonnemann, che divenne così la prima signora del Reich e nel 1938 gli diede una figlia, chiamata Edda dalla mitologia nordica.
Tra le sue passioni va annoverata quella della caccia, mal tollerata e spesso criticata da Hitler, il quale era contrario a tali svaghi. "Come può mai un uomo entusiasmarsi per una cosa simile?! Uccidere animali quando non è necessario è roba da macellai. Ma spenderci, per giunta, un sacco di quattrini! Potrei magari capire la caccia se implicasse ancora un pericolo, come ai tempi in cui si affrontavano gli animali selvaggi con la lancia. Ma oggi, che un qualsiasi pancione - riferendosi a Göring - può sparare su un animale a distanza di sicurezza....", avrebbe, in varie occasioni, affermato il Führer in presenza di Albert Speer, che riporta l'episodio nelle sue memorie. Nello stesso libro, Speer ricorda che Göring si riteneva il Reichsjägermeister, come dire il capo-caccia del Reich. Quando infatti Stalin concesse, nei territori polacchi di influenza russa, una grossa riserva di caccia al Ministro degli Esteri tedesco, Ribbentrop, andò su tutte le furie, pretendendo e ottenendo che tale riserva di caccia andasse al Reich, cioè a lui. Grande appassionato di trenini, di yacht, di macchine e di stravaganze (possedeva addirittura un leone domestico), amava essere al centro dell'attenzione e accogliere i suoi ospiti nazionali e internazionali vestendosi con abiti sfarzosi, bizzarri, che lo raffiguravano spesso come un imperatore romano, nel tentativo di mostrare una versione edulcorata del nazismo. Possedeva un treno blindato, chiamato Asia, che gli permetteva di seguire gli spostamenti del Führer.
Nell'ottobre 1936 gli fu affidato, come plenipotenziario, il compito di dirigere il Piano quadriennale, con l'obiettivo di rendere la Germania economicamente indipendente in vista della guerra, che il Führer era già deciso a combattere. In quest'ottica, egli assegnò primaria importanza ai settori industriali maggiormente legati al riarmo, come quello metallurgico. Göring approfittò astutamente del compito affidatogli per creare un trust di miniere e industrie metallurgiche facenti capo a se stesso, cui annesse nel corso degli anni una serie considerevole di attività nella Germania nazista ed anche all'estero, divenendo così in breve tempo uno dei principali monopolisti dell'industria e dell'economia del Terzo Reich e uno degli uomini più ricchi del mondo. Nello stesso 1936, quale responsabile dell'economia, divenne responsabile anche del piano di confisca dei beni degli ebrei tedeschi, che sarebbe dovuto servire a finanziare il riarmo della Germania. Nel 1938, con l'aiuto della Gestapo di Himmler, tramò prima contro von Blomberg e poi con il suo successore, von Fritsch, facendoli cadere entrambi, nel tentativo di assumere l'incarico di ministro della Guerra. Hitler però rifiutò la proposta, eliminando la carica e autonominandosi capo delle forze armate. Sempre nello stesso anno, in concomitanza con l'annessione dell'Austria, in cui ricoprì un ruolo fondamentale nella riuscita del piano, Göring venne promosso al grado di Feldmaresciallo. Prima della conferenza di Monaco tentò di impedire lo scoppio del conflitto, rivolgendosi a Hitler con la celebre frase «Non possiamo continuare a giocarci il tutto per tutto», ottenendo però un'altrettanto celebre risposta: «Io in vita mia mi sono sempre giocato il tutto per tutto». Nel gennaio del 1939 creò a Berlino l'Ufficio centrale del Reich per l'emigrazione ebraica, con il compito di promuovere la partenza da tutti i territori tedeschi degli ebrei, e lo pose sotto la direzione di Heydrich.

### La seconda guerra mondiale

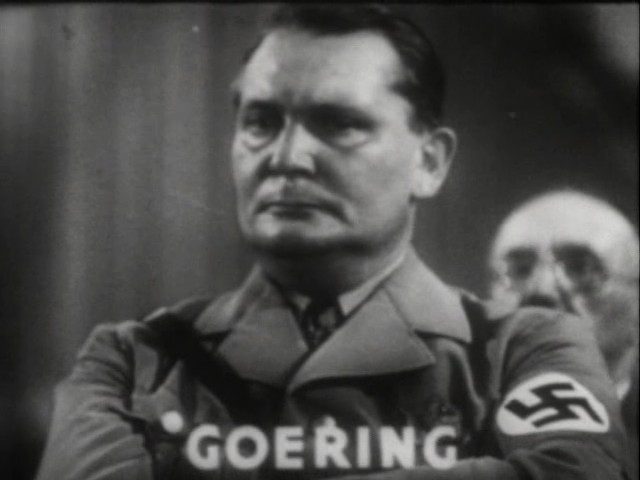
Dal film di propaganda statunitense Preludio alla guerra (1942) della serie Why We Fight

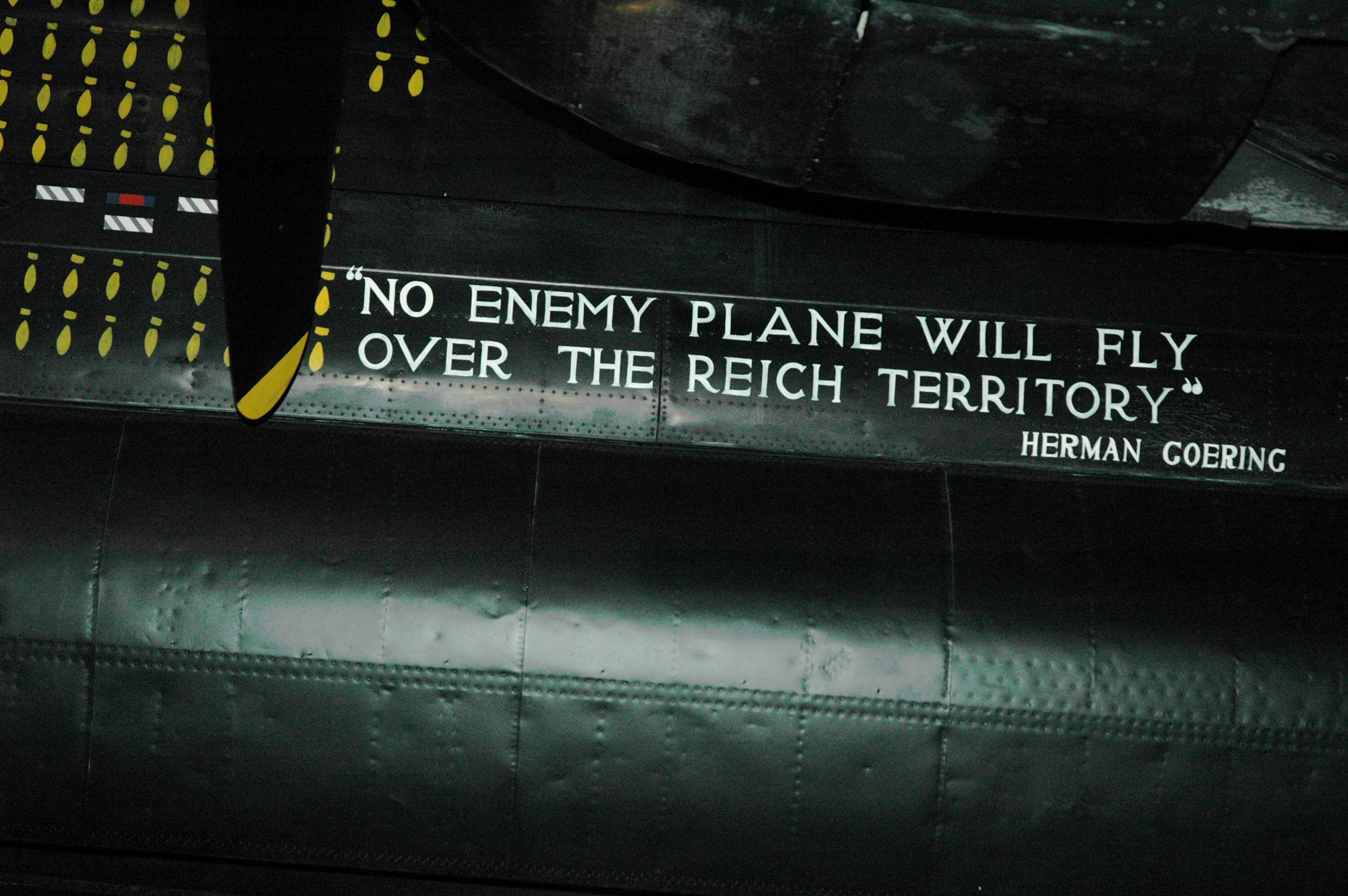
Iscrizione su un Avro 683 Lancaster inglese che sbeffeggia una frase pronunciata da Göring (it. Nessun aereo nemico volerà sul territorio del Reich)

Conoscendo lo stato reale della Luftwaffe, non ancora pronta per sostenere un conflitto mondiale, Göring, con il sostegno della maggior parte dei militari della Wehrmacht, tentò di avvertire Hitler della condizione dell'esercito tedesco, senza riuscire però a modificare la strategia del Führer. Sempre alla ricerca di un ruolo per mettersi in mostra, anche per paura di perdere tutto ciò che aveva accumulato dal 1933 in poi, e infine per eclissare Ribbentrop, tentò, nell'agosto del 1939, tramite l'ambasciatore svedese, nonché amico, Birger Dahlerus, di mediare un accordo con l'Inghilterra per evitare la guerra. Allo scoppio della guerra, confidò all'interprete di Hitler, Paul Schmidt: «Se dovessimo perdere questa guerra, che il cielo abbia pietà di noi.»
Il 1º settembre 1939, parlando al Reichstag, Hitler designò Göring come suo successore come Führer di tutta la Germania, con Hess come secondo sostituto. Dopo l'invasione della Polonia, verso la fine di quell'anno Göring diede disposizioni per l'incameramento di tutte le opere d'arte polacche, nominando a questo scopo un commissario che, in capo a sei mesi, lo informò di aver messo le mani sull'intero patrimonio artistico polacco. Appassionato collezionista d'opere d'arte, Göring fu il principale ispiratore della minuziosa opera di spoliazione del patrimonio artistico dei vari paesi occupati. Dopo la fulminea vittoria nella campagna di Francia, Göring fu, con Alfred Rosenberg e il generale Wilhelm Keitel, uno dei responsabili della razzia di moltissime opere d'arte presenti sul suolo francese. Il 5 novembre 1940 emanò un ordine segreto in cui specificava dettagliatamente come dovessero essere suddivise le opere razziate al Louvre di Parigi, destinandone circa un terzo alla propria collezione privata. In base ai calcoli che egli stesso fece, in seguito a questi furti intrapresi ai danni delle nazioni vinte, Göring accrebbe il valore della propria collezione fino a una somma complessiva di 50 milioni di marchi.

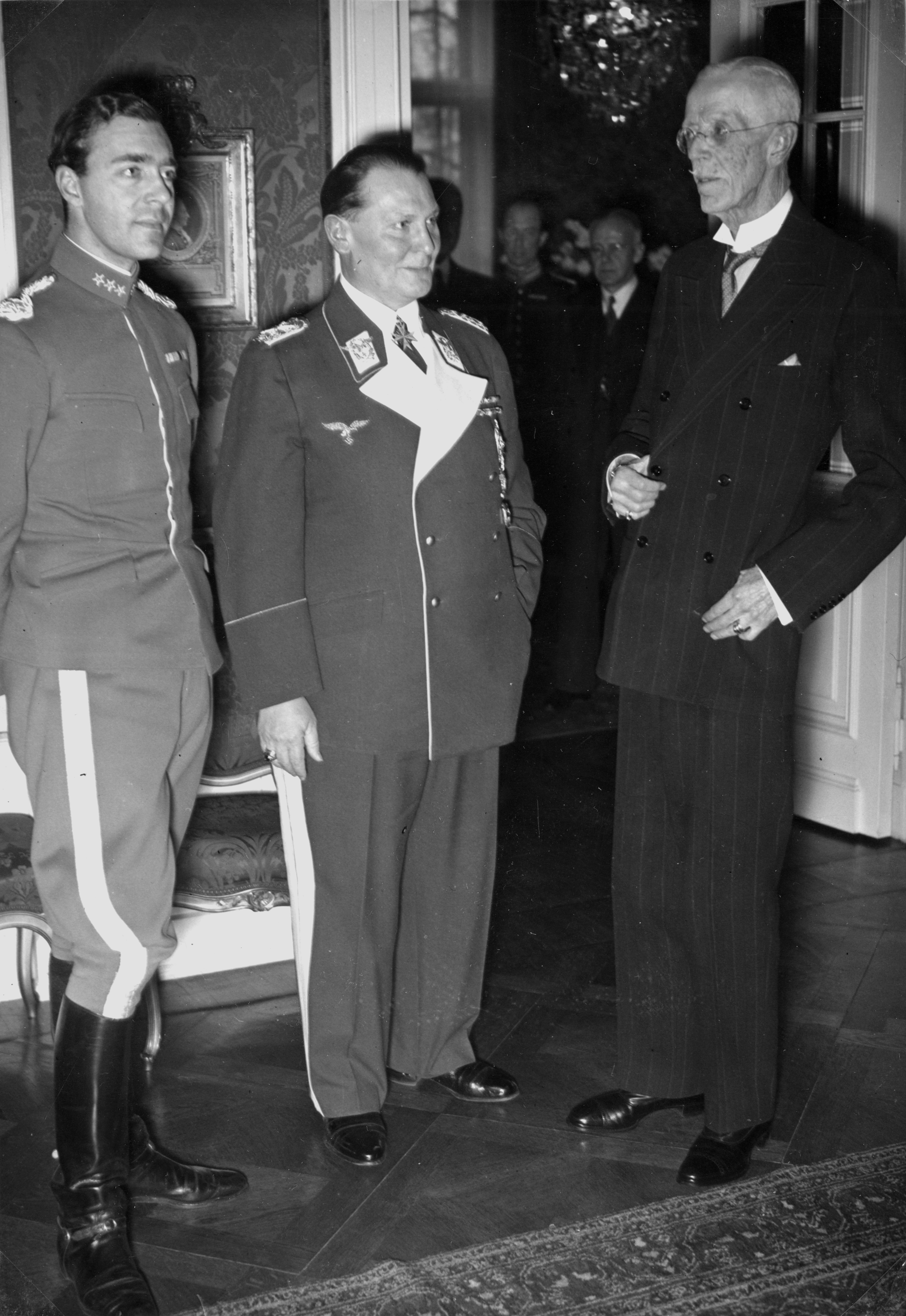
Hermann Göring e il re Gustavo V di Svezia a Berlino, 1939. A sinistra il principe Gustavo Adolfo, nipote del re.

Sempre nel 1940, Göring si vide rinnovare il compito di dirigere il "Piano quadriennale" per i successivi quattro anni, il che fece di lui il responsabile dell'economia di guerra. Nella sua veste di responsabile della politica economica del Reich, fu incaricato di pianificare lo sfruttamento economico dell'Unione Sovietica e degli altri paesi occupati: "saccheggio" sarebbe stato un termine più appropriato, come del resto Göring stesso spiegò in un discorso da lui tenuto il 6 agosto 1942 ai commissari nazisti destinati ai paesi occupati: «Una volta si usava parlare di saccheggio. Ma oggi si è divenuti più umani. Ciò malgrado, il mio intento è di saccheggiare, e di saccheggiare fino in fondo.»
La guerra rientrava all'interno di un piano, come emerge da queste parole, pronunciate durante il processo di Norimberga: «È ovvio che la gente non vuole la guerra. Perché mai un povero contadino dovrebbe voler rischiare la pelle in guerra, quando il vantaggio maggiore che può trarne è quello di tornare a casa tutto intero? Certo, la gente comune non vuole la guerra: né in Russia, né in Inghilterra e neanche in Germania. È scontato. Ma, dopo tutto, sono i capi che decidono la politica dei vari Stati e, sia che si tratti di democrazie, di dittature fasciste, di parlamenti o di dittature comuniste, è sempre facile trascinarsi dietro il popolo. Che abbia voce o no, il popolo può essere sempre assoggettato al volere dei potenti. È facile. Basta dirgli che sta per essere attaccato e accusare i pacifisti di essere privi di spirito patriottico e di voler esporre il proprio paese al pericolo. Funziona sempre, in qualsiasi paese.»

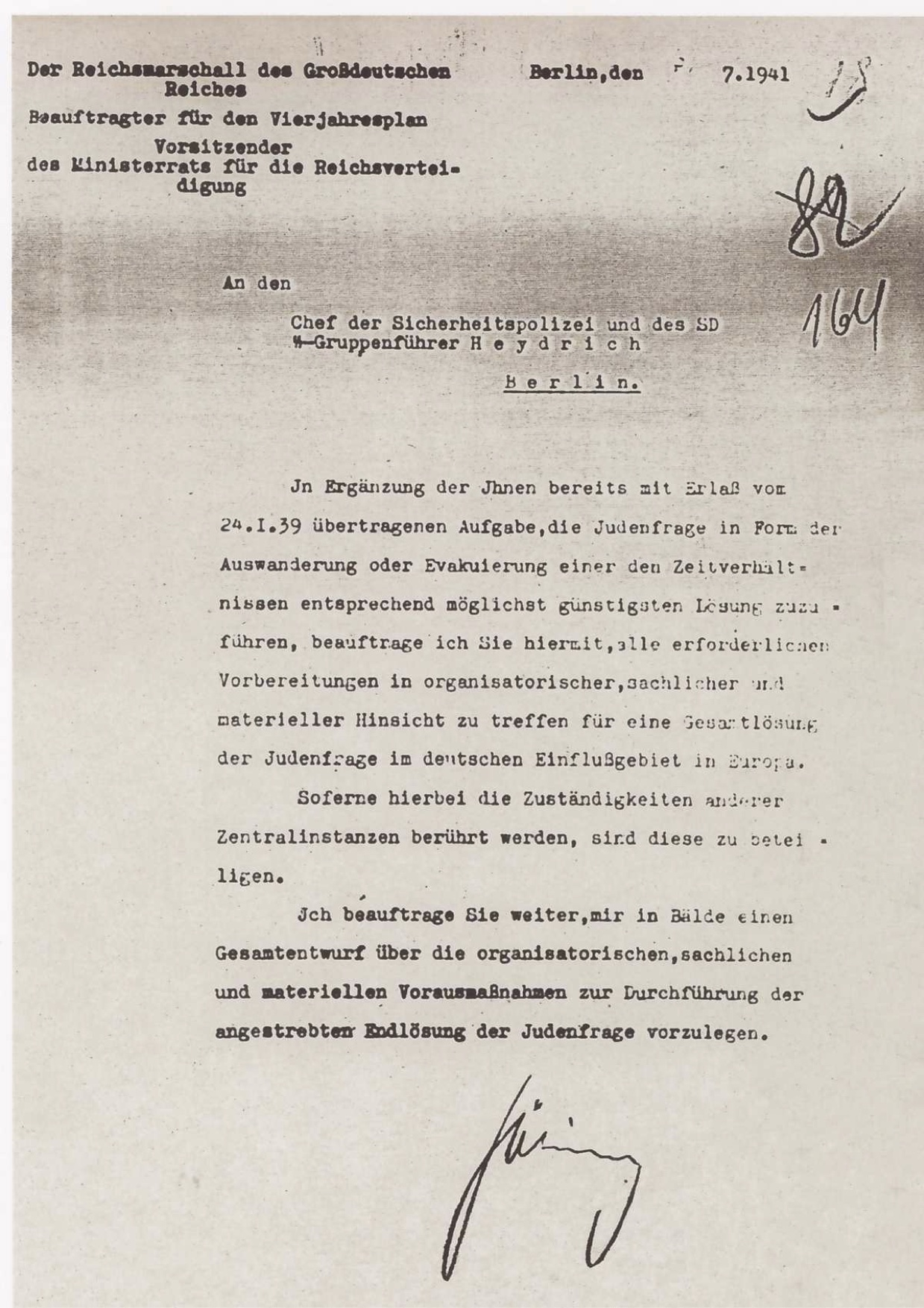
La lettera con cui Göring ordinò a Reinhard Heydrich di preparare "eine Gesamtlösung der Judenfrage im deutschen Einflußgebiet in Europa" - una soluzione globale della questione ebraica nella sfera d'influenza tedesca in Europa

Fu Göring a impartire, per conto di Hitler, l'ordine di preparare una "soluzione finale al problema ebraico" a Reinhard Heydrich, capo del servizio di sicurezza delle SS, il 31 luglio 1941.
Il 19 luglio 1940, in seguito alla vittoriosa campagna di Francia, a Göring (che era già feldmaresciallo) venne conferita la carica di "Maresciallo del Reich" (Reichsmarschall) - una nuova carica istituita appositamente per lui - che lo rese il più alto ufficiale della Wehrmacht. Meno di un anno dopo, in base al decreto emesso segretamente dal Führer il 29 giugno 1941, Göring divenne il successore designato di Hitler alla guida del Reich: tale decreto stabiliva che, se il dittatore fosse morto, Göring avrebbe dovuto succedergli; se Hitler si fosse trovato impedito nell'esercizio del potere, era preciso dovere di Göring sostituirlo.
Nei primi anni di guerra, al tempo delle prime fulminee vittorie in Belgio, Francia e Paesi Bassi, Göring godette di un prestigio eccezionale in qualità di capo di quella Luftwaffe che tanto aveva contribuito alle operazioni militari; ben presto, però, di fronte alla superiorità dell'aviazione alleata e ai primi clamorosi insuccessi dell'aviazione, quali il fallimento della battaglia d'Inghilterra, l'incapacità di rifornire la VI Armata tedesca durante l'assedio di Stalingrado e, dal 1944, la mancata difesa dei cieli tedeschi durante i bombardamenti alleati, la sua posizione andò indebolendosi, anche nei confronti del popolo tedesco a cui aveva promesso, nel settembre 1939: «La Ruhr non sarà mai sottoposta nemmeno ad una singola bomba. Se qualsiasi bombardiere nemico raggiunge la Ruhr, il mio nome non sarà più Hermann Göring, ma potrete chiamarmi Meyer!».

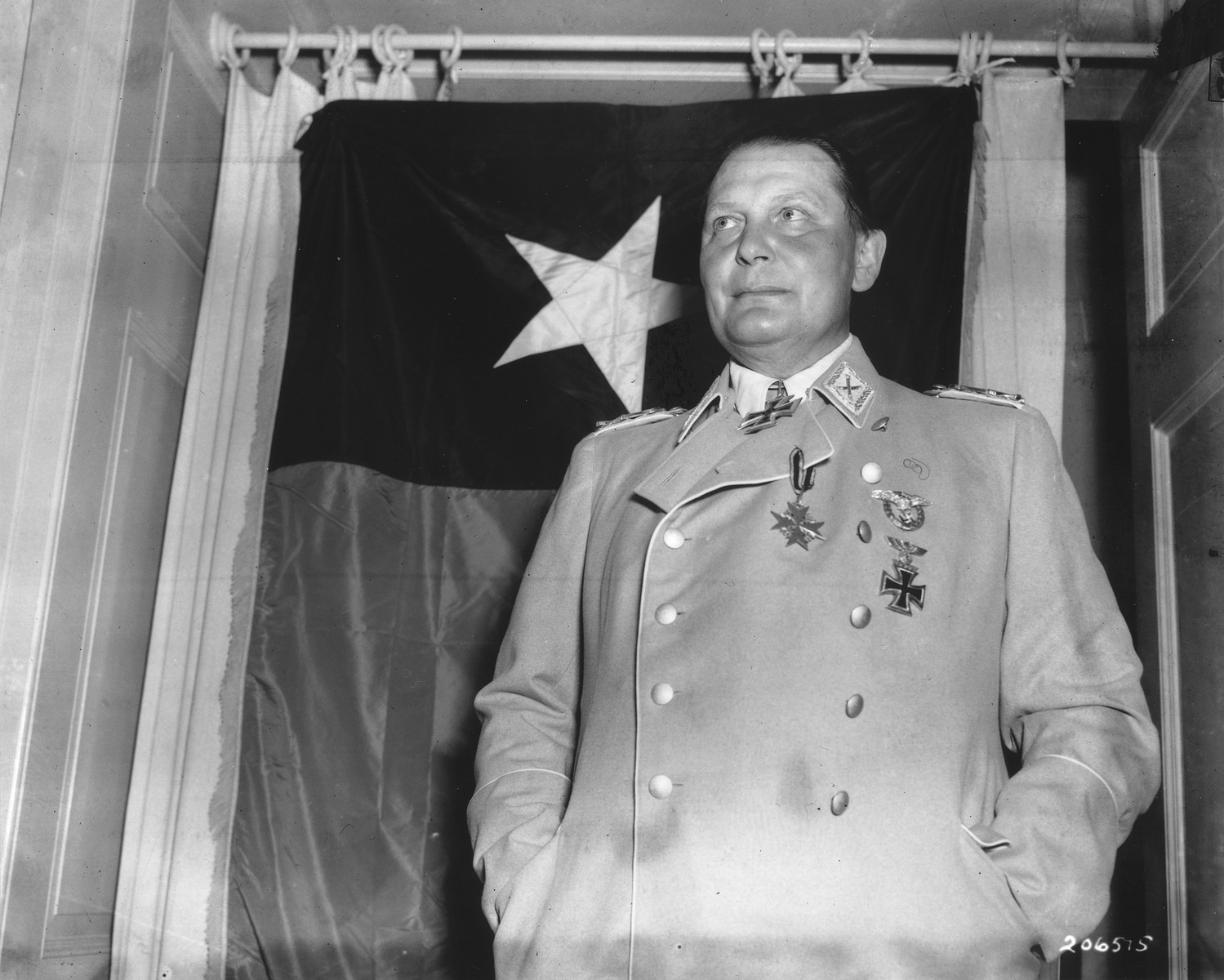
Göring il giorno della sua cattura da parte delle forze statunitensi, 9 maggio 1945

Negli ultimi anni, ormai privo della fiducia del Führer e messo ai margini nella direzione della condotta di guerra, nell'uomo Göring si verificò una strana decadenza: scoraggiato dalle prospettive di una guerra che si faceva sempre più difficile e aspra, e le cui sorti sembravano segnate, il Maresciallo del Reich si disinteressò di tutto quel che accadeva intorno a lui, rifugiandosi nel lusso della sua vita privata e nei suoi antichi vizi (arrivò a pesare ben 140 chili).

Una leggenda vorrebbe addirittura che - sconfessando il suo recente passato - in quegli anni Göring avesse provato rimorso per le vessazioni inflitte agli ebrei dalle leggi hitleriane e che si fosse adoperato, facendo valere la sua influenza, per sottrarne alcuni al rigore delle persecuzioni; forse potrebbe essere stato influenzato dal fratello Albert, il quale non era mai stato nazista (ma non era perseguitato proprio perché protetto da Hermann) e aveva salvato moltissimi ebrei. Göring, come parte della sua strategia difensiva, disse al processo di Norimberga che alcuni ebrei avrebbero testimoniato che lui non era un antisemita e non sapeva nulla dei campi di sterminio, nonostante la documentazione lo contraddicesse in toto. In più di un'occasione Albert Göring falsificò la firma del fratello su documenti di transito per permettere a dissidenti di fuggire, per cui vi erano in effetti documenti a favore di perseguitati a firma di Hermann, in realtà realizzati da Albert. Nel 2010 Edda Göring, figlia di Hermann, dichiarò invece al The Guardian che Albert: 
Solo nell'ultimo periodo di guerra sembrò tornare ad assumersi qualche responsabilità. Quando nell'aprile del 1945 Hitler si rifiutò di lasciare Berlino, quasi cinta d'assedio dall'Armata Rossa avanzante (scegliendo implicitamente di morire laggiù entro pochi giorni), Göring e i membri del suo entourage, asserragliati nella villa fortificata di Berchtesgaden sulle Alpi bavaresi, da dove si apprestavano a dirigere l'ultima resistenza, interpretarono la scelta del Führer come un passaggio di consegne.

### Tentativo di succedere a Hitler e cattura

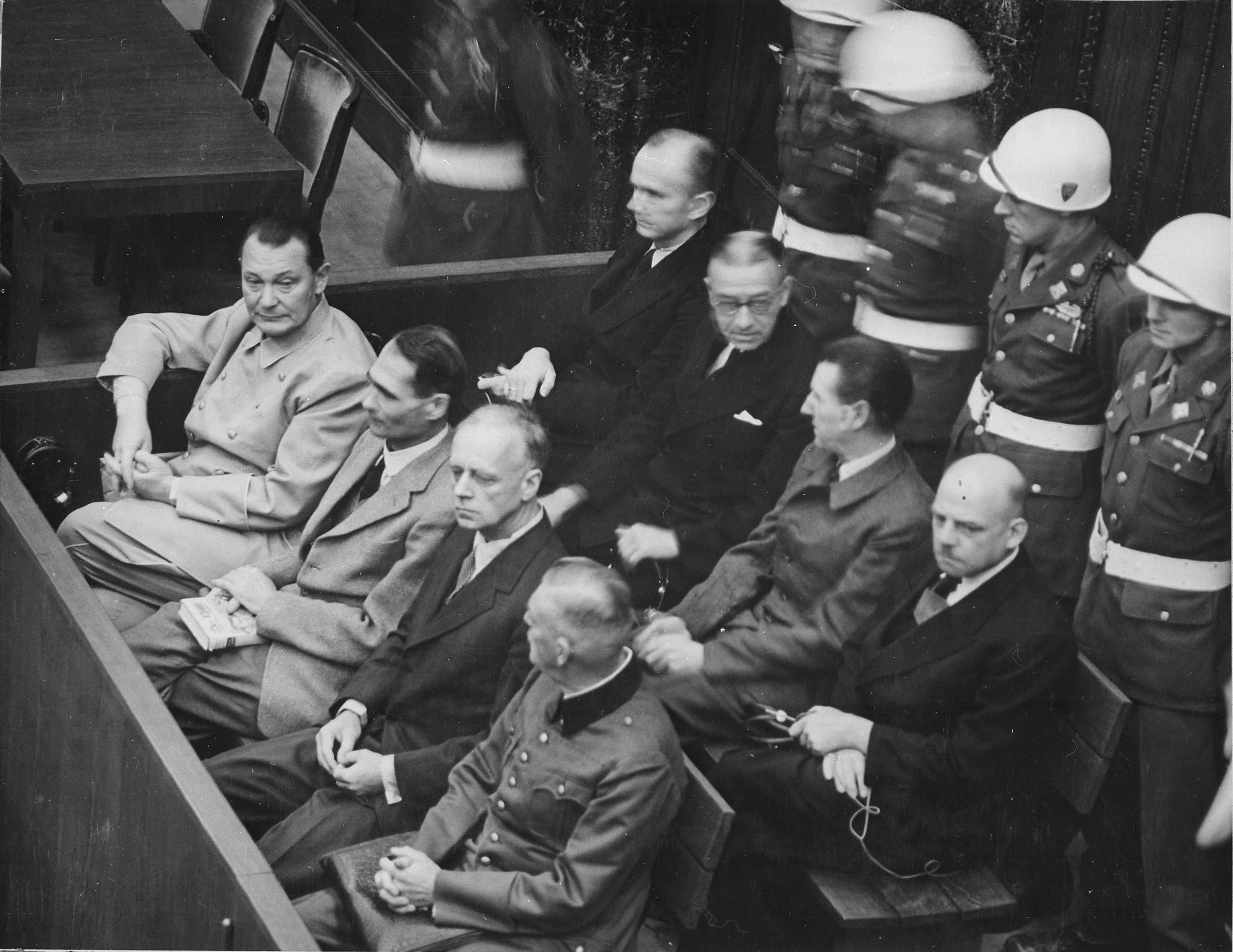
Göring, seduto nella prima fila, primo da sinistra, imputato al processo di Norimberga. Alla sua sinistra Rudolf Heß, Joachim von Ribbentrop, Wilhelm Keitel. In seconda fila, Karl Dönitz e, alla sua sinistra, Erich Raeder, Baldur von Schirach, Fritz Sauckel

Apparve evidente che, rimanendo a Berlino a morire, tagliato fuori da tutte le linee di comunicazione, Hitler non era in grado di reggere il governo e quindi - in base al decreto del 29 giugno 1941 che lo nominava suo luogotenente - Göring doveva sostituirlo. Il Maresciallo del Reich, pur convinto che spettasse a lui assumere il comando, non volle comunque rinunciare a informare Hitler perché desse la sua approvazione: desiderava che non ci fosse alcun dubbio circa la delega del potere.
Così, il 22 aprile 1945, Göring inviò un telegramma, accuratamente formulato, chiedendo a Hitler di confermare che doveva effettivamente diventare il leader della Germania in conformità con il decreto del 1941. Göring aggiunse che, se Hitler non avesse risposto entro le 22,00 del 23, avrebbe presunto che Hitler avesse perso la sua libertà di azione e quindi avrebbe assunto la guida del Reich.
Ma Hitler - ormai soggetto a frequenti crisi nervose con l'avvicinarsi della disfatta - nel bunker venne mal consigliato da Martin Bormann, acerrimo nemico di Göring, e interpretò la richiesta dei pieni poteri avanzata dal suo antico camerata come un "tradimento", un tentativo di usurpare il potere, sottraendosi, al tempo stesso, alle proprie responsabilità.

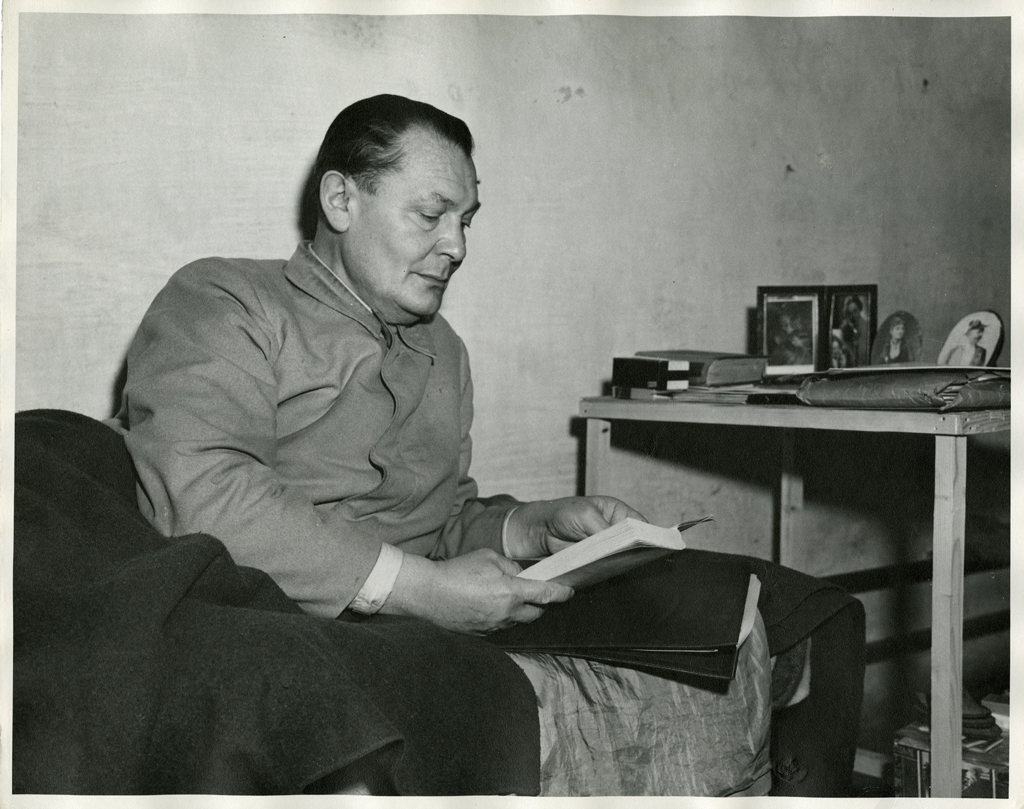
Göring nella sua cella a Norimberga

Perciò comandò alle SS di stanza a Berchtesgaden (con a capo il tenente colonnello Bernhard Frank), mentre Göring cercava di autoaccreditarsi come nuovo Führer della Germania, di arrestare il Maresciallo del Reich, ma non ne ordinò l'esecuzione. A ciò provvide lo stesso Bormann, ansioso di sbarazzarsi del suo vecchio nemico. L'ordine non fu eseguito perché al quartier generale delle SS a Berchtesgaden arrivò nel frattempo la notizia della morte di Hitler e le SS non sapevano ormai che farsene del Maresciallo del Reich. Göring fu quindi rilasciato e si mise in viaggio - con sedici valigie al seguito contenenti i soli effetti personali - per andare incontro agli Alleati che avanzavano, con l'intenzione di trattare una pace onorevole in qualità di delegato ed erede del Führer.
L'8 maggio 1945, poche ore dopo che il generale Keitel ebbe firmato la resa incondizionata della Germania, egli si consegnò agli americani: fu accolto con entusiasmo e la sera della sua consegna passò tra canti e libagioni. Giunta la notizia al generale Eisenhower, i responsabili vennero aspramente redarguiti e Göring non tardò ad accorgersi che Eisenhower non aveva intenzione di trattarlo come legittimo rappresentante del Paese sconfitto, ma come un normale prigioniero di guerra. Egli fu quindi trasferito al campo Ashcan nello stesso mese, e il 10 agosto trasferito a Norimberga.

### Condanna a morte e suicidio

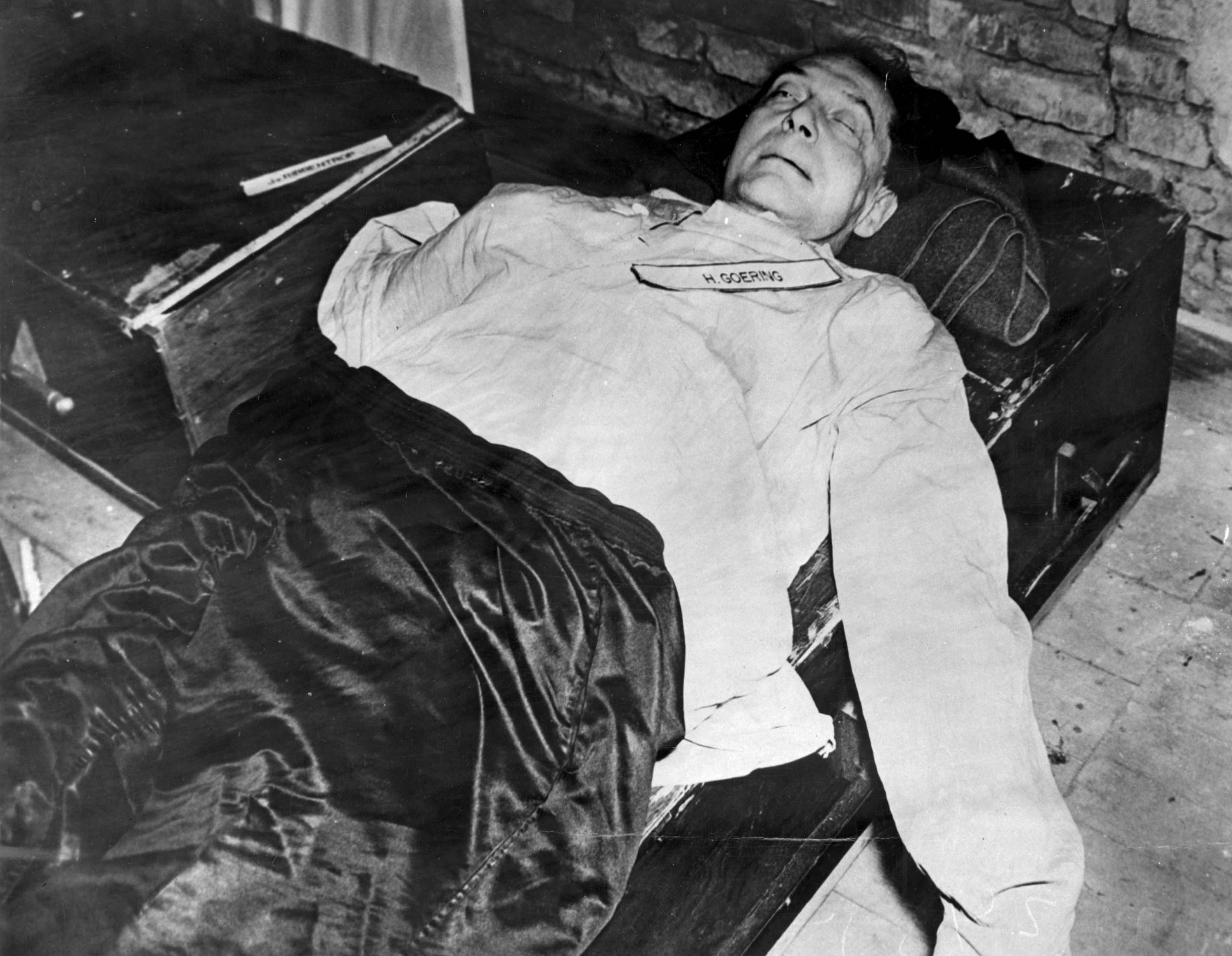
Il corpo di Göring senza vita

Processato a Norimberga dal 18 ottobre 1945, il 1º ottobre 1946 venne riconosciuto colpevole di «aver pianificato, iniziato e intrapreso guerre d'aggressione» e di aver commesso «crimini di guerra» e «crimini contro l'umanità». Udita la sentenza di morte per impiccagione, Göring chiese di essere fucilato; il tribunale respinse la richiesta. Poche ore prima che iniziassero le esecuzioni - attorno alla mezzanotte del 15 ottobre 1946 - si tolse la vita, inghiottendo una capsula di cianuro introdotta di nascosto nella sua cella, forse da un tenente dell'esercito statunitense, Jack Wheelis, detto "Tex", addetto alla custodia, con il quale Göring intratteneva rapporti amichevoli. Wheelis potrebbe aver fornito al maresciallo la capsula, insieme ad alcuni effetti personali e lettere della moglie, in quanto responsabile della guardia al magazzino dove erano conservati i bagagli dei detenuti. Göring, per gratitudine nei confronti di Wheelis, gli avrebbe regalato l'orologio con il suo nome, i suoi guanti bianchi e una foto autografata recante la scritta: «A un cacciatore del Texas, con auguri di buona caccia».
Prima di suicidarsi scrisse due lettere, che fece trovare sulla sua scrivania, una diretta alla famiglia e una ai giudici del processo. In una nota per il colonnello Burton C. Andrus, governatore militare degli Stati Uniti nel carcere di Norimberga, raccontò, con evidente orgoglio, come avesse nascosto nello stivale la capsula di cianuro che aveva usato per suicidarsi, e di averne nascoste in totale ben tre. Secondo quanto affermato dal gerarca, al momento della sua cattura Göring aveva tre capsule di cianuro, che quindi non gli sarebbe stata fornita dall'amico americano (sebbene potrebbe comunque trattarsi di una menzogna per coprire Wheelis): ne lasciò una nei suoi indumenti perché venisse trovata (onde allentare la successiva sorveglianza), una seconda la mise nell'attaccapanni del centro per gli interrogatori di Mondorf, riprendendola quando si rivestì con il cappotto, una terza immersa in un vasetto di crema per la pelle, che conservava in una valigetta. Per tutta la durata degli interrogatori egli tenne le due capsule rimastegli nascoste «nel suo corpo» e negli stivaletti che calzava. Secondo alcuni usò la capsula contenuta nel vasetto di crema, l'unica di cui riuscì a riappropriarsi, grazie alla collaborazione della guardia americana, conservandola nello stivale e usandola quando rifiutarono di fucilarlo e confermarono l'impiccagione.
Il cadavere di Göring venne comunque mostrato ai testimoni delle impiccagioni del 16 ottobre 1946 subito dopo la decima ed ultima impiccagione, quella di Arthur Seyss-Inquart, affinché non si creassero leggende metropolitane su una sua possibile fuga. Il suo corpo, insieme a quelli di altri imputati, venne cremato nel Cimitero Est di Monaco di Baviera e le ceneri furono disperse in un fiume imprecisato in Germania per evitare che il possibile luogo di sepoltura divenisse un luogo di culto per formazioni neonaziste. Per diverso tempo, si era pensato che i cadaveri fossero invece stati cremati a Dachau. Erich von dem Bach-Zelewski affermò, nel 1951, di aver procurato la capsula di cianuro a Göring, ma tale affermazione non è mai stata provata; diversi storiografi concordano che a fornire il cianuro sia stato qualche ufficiale statunitense. Anche altre persone, come ufficiali e soldati statunitensi, avrebbero infatti rivendicato di essere stati loro a passare la capsula a Göring.

## Filmografia
- Bis fünf nach zwölf - Adolf Hitler und das 3. Reich (1953), documentario dove tutti i personaggi, interpretano loro stessi
- Il processo di Norimberga (2000), interpretato da Brian Cox
- Il giovane Hitler (2003), interpretato da Chris Larkin
- La caduta - Gli ultimi giorni di Hitler (2004), interpretato da Mathias Gnädinger